# Clan Destino

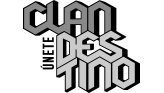
Logo de Clan Destino. "ÚNETE"

Clan Destino es un programa de televisión juvenil de Perú que se transmite a través del canal IPe. El programa fue el primero en su tipo dedicado para la franja juvenil del canal de televisión. Es conducido por tres personas de la generación, incluido la integrante de Área 7, Diana Foronda, además que se realizan entrevistas y reportajes sobre temas como música, tecnología, arte y afines.

## Desarrollo
Clan Destino es un magazine que muestra los logros y emprendimientos de jóvenes peruanos que generan nuevos cambios en la sociedad. Según Bruno Guerra, director de la franja juvenil del Canal IPe, “la idea de Clan Destino es presentar siempre a personas que puedan ser líderes y que a veces su éxito —o fracaso— inspire a otros a intentarlo, permitiendo que el público se identifique y diga: ‘yo soy como esta persona, yo soy parte de este gran grupo, yo soy parte del clan’“. Cabe resaltar que mediante la web y las redes sociales los televidentes participan activamente compartiendo sus fotos y comentarios.

## Los conductores
El programa es conducido por tres jóvenes: Rafael, Diana y Ángelo. Ellos no buscan caerle bien a todo el mundo, sino que "la idea es que sean lo suficientemente versátiles para que quien los vea diga: ‘no soy como él o ella, pero si me lo encuentro en una fiesta tranquilamente podría hablarles’”.
Para seleccionarlos se llevó a cabo un casting en la sede del IRTP. "El ejercicio era simple, los aspirantes debían pararse frente a la cámara y dar una corta presentación de sí mismos y luego, ensayar un breve diálogo sobre un tema propuesto". De esta primera etapa quedaron diez jóvenes de los cuales se escogió a los tres conductores del magazine.

### Rafael Gutiérrez
Según la web del canal, Rafael fue el primero en integrarse al programa. "Él es periodista y ha escrito mucho sobre la movida cultural limeña en medios impresos y digitales. De todas las cosas que ha hecho, confesó que nunca había cruzado por su cabeza hacer televisión, pero cuando alguien le contó sobre el proyecto no dudó en hacer la prueba."

### Diana Foronda
La segunda en incorporarse fue Diana. Ella es líder de la banda Área 7 y gestora cultural desde su adolescencia. Con los brazos cubiertos de tatuajes y el cabello teñido de rosado, impuso su presencia cautivando al equipo de producción encargado de la selección. Diana dijo que esta oportunidad representa un reto para mostrar el talento de muchos jóvenes que no pueden aparecer en un medio tradicional.

### Ángelo Agüero
El tercer seleccionado fue Ángelo. "Es un chico que al principio parecía tímido, pero que fue demostrando soltura y dominio frente a las cámaras. Detrás de su rostro lleno de inocencia, Ángelo mostró un espíritu sincero. Asimismo, durante el casting contó que su obsesión son las novelas gráficas y la literatura, por lo cual trabaja como editor y ha publicado un cómic propio, "Objeto a".

### Adriana Ugarte
Adriana es la videógrafa oficial de Clan Destino. Adriana recorre el territorio peruano realizando reportajes para el programa, conversa con la gente local y comunica un mensaje de concientización en cada edición.

## Horarios
Clan Destino se transmite de lunes a viernes a las 9:00 p. m. y los fines de semana a las 6:30 y 11:00 p. m..